# Josip Barišić (Fußballspieler, 1981)
Josip Barišić (* 7. März 1981 in Slavonski Brod) ist ein ehemaliger kroatischer Fußballspieler.

## Karriere
Barišić begann seine Karriere 2000 beim Erstligisten NK Marsonia Slavonski Brod, bestritt 36 Erstligaspiele und schoss dabei ein Tore. Am Ende der 1. HNL 2001/02 stieg der Verein in die zweite Liga ab. 2002 wechselte er zu NK Zagreb. 2004 wechselte er zum Zweitligisten NK Karlovac. 2005 wechselte er zum japanischen Zweitligisten Shonan Bellmare. 2006 kehrte er nach Kroatien zurück und unterschrieb einen Vertrag beim Zweitligisten NK Croatia Sesvete. Danach spielte er beim bosnisch-herzegowinischen HSK Posušje. 2007 kehrte er zu Croatia Sesvete zurück. 2008 feierte er mit dem Verein die Zweitligameisterschaft (Fußballspieler, 1981)|2. HNL 2007/08Zweitligameisterschaft und den Aufstieg in die erste Liga. 2008 wechselte er zum belgischen AFC Tubize. 2009 kehrte er nach Kroatien zurück. Danach spielte er bei Inter Zaprešić, NK Karlovac und NK Sesvete.